# Ріроріро сіроголовий
Ріроріро сіроголовий (Gerygone chloronota) — вид горобцеподібних птахів родини шиподзьобових (Acanthizidae). Мешкає в тропічних, субтропічних і мангрових лісах північно-західної Австралії і Нової Гвінеї. Живе на висоті до 1500 м над рівнем моря.

## Підвиди
Виділяють два підвиди:
- G. c. chloronota Gould, 1843 (Нова Гвінея, острови Ару, північ Австралії);
- G. c. darwini Mathews, 1912 (північний захід Австралії).